# Церква Антонія Великого (Новосілка)
Церква Антонія Великого в Новосілці — парафія і храм греко-католицької  та православної громад у селі Новосілка Чортківського району Тернопільської области. Пам'ятка архітектури місцевого значення (охоронний номер 516).

## Історія церкви
У селі Новосілка була стара дерев'яна церква, яка була дочірньою до парафії села Малі Бірки. У 1901 році канонічну візитацію тут провів митрополит Андрей Шептицький.
На місці сучасної мурованої церкви, збудованої у 1935 році, раніше стояла дерев'яна, спалена у 1917 році. Біля неї знаходився цвинтар, де збереглося кілька надгробків.
У давнину село, яке називалося Залужжя, розташовувалося ближче до села Товсте і простягалося до лісу. Воно згоріло під час набігів татар. Частина мешканців переселилася до села Малі Бірки, зберігши назву «Залужжя». Інша частина оселилася за яром, заснувавши нове поселення — Новосілку Гримайлівську. Там вони збудували нову дерев'яну церкву, а у 1935 році — муровану.
До 1946 року парафія належала до УГКЦ. За радянських часів церкву закрили. На початку 1990-х років богослужіння відновилися. Тоді ж громада поділилася на вірян УГКЦ та ПЦУ. Сьогодні в храмі проводять почергові богослужіння обидві громади: греко-католицькій належить споруда, а православна громада її орендує.
У червні 1989 року церкву відкрили, зробили ремонт і розпис. Після невеликої пожежі у 1992 році розпис поновили.
При греко-католицькій парафії діють братство «Апостольство молитви», спільнота «Матері в молитві» та Вівтарна дружина.

## Парохи
УГКЦ
- о. Олег Сарабун,
- о. Микола Бурега,
- о. Микола Бибик,
- о. Володимир Рута,
- о. Василь Школяр (з серпня 2001).

ПЦУ
- о. Дмитрик,
- о. Власенко,
- о. Чорний,
- о. Ярослав Цвігун,
- о. Іван Бучок (з 2004).